# Anenaiki
Anenaiki - maniera śpiewacza w muzyki cerkiewnej XVI i XVII wieku. Nazwa pochodzi od wykonywania śpiewu na sylabach a-ne-na.